# 一鍬田
一鍬田（ひとくわだ）は、千葉県香取郡多古町の大字。郵便番号は282-0031（成田国際空港内）、289-2236（その他）。今後予定される成田国際空港の拡張の計画では、大部分が空港用地になる。

## 地理
多古町の西部に位置する。
成田市の川上と多良貝の間、および成田空港内に飛び地が存在する。
周辺の川上、大栄十余三（成田市）、飯笹、菱田（芝山町）、東峰と隣接する。
多古町編入前は一鍬田村に属していた。

## 世帯数と人口
2017年（平成29年）4月1日現在の世帯数と人口は以下の通りである。
| 大字   | 世帯数 | 人口  |
| ------ | ------ | ----- |
| 一鍬田 | 69世帯 | 171人 |

## 小・中学校の学区
町立小・中学校に通う場合、学区は以下の通りとなる。
| 地域 | 小学校                 | 中学校             |
| ---- | ---------------------- | ------------------ |
| 全域 | 多古町立多古第一小学校 | 多古町立多古中学校 |

## 施設
- 福泉寺

## 交通

### 道路
- 千葉県道79号横芝下総線（川上、大栄十余三方面）

### 鉄道
- 京成東成田線（成田空港内の飛び地を通過、駅はない。）